# Sociología cultural
La sociología cultural es un concepto impulsado en los últimos años por Jeffrey C. Alexander. Nace a partir del supuesto de que la sociología debe disponer siempre de una dimensión cultural ubicada en el centro de sus estudios. Al mismo tiempo supone que el binomio clásico de cultura y sociedad es indisoluble y le otorga a este acoplamiento un poder explicativo superior al de la sociología de la cultura, porque el concepto de "cultura" no es sólo una variable dependiente blanda que reproduce las relaciones sociales en sus análisis, sino el elemento capaz de comprender y articular la vida social.
Desde el origen de la sociología por los postulados de Auguste Comte hasta la fecha, el análisis de las estructuras sociales se ha volcado hacia posturas en debate cada vez más complicadas, en respuesta a la postmodernidad, los cambios sociales y el enfoque interdisciplinario que amplía el saber hacia modelos académicos más complejos. Como todo estudioso, Jeffrey C. Alexander compara a teóricos del pasado con sus colegas competidores; por ello aparecen aquí sintetizadas las ideas de este sociólogo cultural.
En su libro Sociología cultural: formas de clasificación en las sociedades complejas, Jeffrey C. Alexander analiza el impacto de la tecnología en la cultura, por un discurso que surge para percibir el riesgo de la sociedad industrial y las consecuencias ambientales del capitalismo. El movimiento ecologista es para este autor un detentador del pensamiento simbólico, con miras hacia una democracia utópica. Según Alexander, la solidaridad surge en respuesta a las transformaciones sociales por origen cultural más que estructural.

## La acción discursiva de la cultura
La cultura participa en la reproducción de las relaciones sociales, la acción es discursiva pues los contextos de estudio (estratificación, dominación, raza, género y violencia) actúan como instituciones y procesos que transmiten significado a los textos culturales. El riesgo anuncia una transformación histórica del mundo. Ante él brota la solidaridad universal, pues la crisis de la modernidad se explica por la concurrencia de la anomia, el egoísmo o necesidad de beneficio, la secularización y la industrialización de la sociedad.